# Kaine Parker
Kaine Parker (conhecido pelo codinome Aranha Escarlate) é um personagem de histórias em quadrinhos da Marvel Comics, inimigo do Homem-Aranha. Seu nome deriva do bíblico Caim, o irmão mau de Abel. É um clone defeituoso de Peter Parker, um dos vários feitos pelo Chacal. Sua primeira aparição foi em Web of Spider-Man nº119.

## História
Kaine é um personagem que surgiu na mega-série Saga do Clone. Ele inicialmente foi retratado como um vilão assassino, mas foi provado o contrário.

### Origem
Tudo começa quando o Chacal resolve clonar 
Peter Parker para se vingar pela morte de Gwen Stacy, por achar que a culpa da morte da moça era de Peter. O primeiro clone era Kaine. Chacal ficou feliz por ter criado o clone que destruiria a vida de Parker. Tudo corria bem para Kaine, até que a primeira cicatriz apareceu no seu rosto. Ela era pequena, mas era o bastante para diferenciar Kaine do verdadeiro Peter. Então, Chacal o rejeitou, porque passou a considerá-lo inútil.
Logo depois, houve a luta do Homem-Aranha contra um outro clone (que não era Kaine, mas sim um dos vários criados pelo Chacal). Após o nocaute do clone, o mesmo foi colocado em uma chaminé. Voltando a si, o clone vaga pelo país, com uma identidade criada por ele mesmo:  Ben Reilly.

### A perseguição de Kaine
Kaine começa uma perseguição ao clone, e essa perseguição dura 5 anos. Segundo Kaine, Ben Reilly era o verdadeiro Peter Parker e o "outro" (Parker) era o clone. Kaine queria dar a Reilly a vida que ele nunca poderia ter. Então, ele começou a matar vilões como o Doutor Octopus e o Caçador Sinistro (um dos filhos de Kraven), com o intuito de proteger Peter Parker e dar-lhe uma vida sem vilões para enfrentar.

### A Degeneração dos Clones
Kaine era vítima da Degeneração dos Clones, uma doença congênita que afetava os clones de forma brutal, alterando sua aparência e, por fim, desintegrando-os, reduzindo-os a uma massa inconsciente e putrefata. A degeneração, porém, aumentou seus poderes a níveis incríveis.

## As visões de Kaine
Kaine andava tendo visões da morte de Mary Jane e tentava a todo custo, protegê-la, mas ela, Peter e Ben achavam que era ele o assassino.

## A marca de Kaine
Toda vítima de Kaine tinha uma marca muito estranha em seu rosto.

## Poderes
A degeneração aumentou os poderes de Kaine e deformou seu corpo e rosto. Seus poderes eram os mesmos de Parker, mas aumentados, assim possuindo garras nos seus pulsos . As visões da Morte de Mary Jane era uma versão mais poderosa do sentido de aranha e a marca de Kaine era o poder de grudar nas superfícies, mas mais poderoso.
Sua força e velocidade foram aumentados.

## Aparência
Kaine era mais alto e maior que Parker. Seu rosto era igual ao de Parker mas era cheio de cicatrizes. Ele conseguiu um uniforme que atrasava a Degeneração.